# Aeroportul Internațional Eloy Alfaro
Aeroportul Internațional Eloy Alfaro (IATA: MEC, ICAO: SEMT) este un aeroport din Manta, Manabí Province⁠(d), Ecuador ce deservește zona Manta. Aeroportul a fost tranzitat în 2018 de 83.134 de pasageri. A fost deschis în 24 octombrie 1978.
Situat la o altitudine de 14 m, aeroportul dispune de o singură pistă. Este operat de Ecuadorian Armed Forces⁠(d).